# Professional Rapid Online Chess League
La Professional Rapid Online Chess League ou PRO Chess League, parfois abrégée PCL, est une compétition en ligne d'échecs rapides, organisée par le serveur d'échecs Chess.com. 
Cette compétition est précédée par la United States Chess League (en) jusqu'en 2016, année où la compétition annonce sa restructuration et son transfert sur le site Chess.com, en même temps que l'ouverture de la compétition aux villes de tous les continents,. Les premières éditions ont lieu de 2017 à 2020, et la compétition est mise à l'arrêt en 2021 et 2022, en raison des grandes difficultés d'organisation liées à la pandémie de Covid-19. Une nouvelle édition a lieu en 2023.
Le fondateur de l'US Chess League, Greg Shahade (en) est aussi l'artisan de la création de la PRO Chess League.
La ligue réunit lors de sa première édition 48 équipes, représentant des villes situées sur les cinq continents. Chaque équipe inclut plusieurs joueurs d'envergure mondiale, dont plusieurs super-grand maître comme Magnus Carlsen, Hikaru Nakamura, Maxime Vachier-Lagrave, etc. 
Depuis 2017, les règles ont évolué et le nombre d'équipes est réduit à 16 en 2023, composées chacune de 10 joueurs.
Les prix distribués s'élèvent à 150 000 $, dont 133 000 $ au total pour les équipes restantes au moment de la phase finale, et 25 000 $ pour l'équipe victorieuse,.

## Règles principales
Une série de rencontres sont jouées entre les différentes équipes, suivant le système Scheveningen (en). L'objectif est de se qualifier pour des playoffs, qui couronnent le vainqueur à l'issue du tournoi. 
Chaque équipe alignée pour une rencontre doit être composée de 4 joueurs sur les 10 que compte l'équipe, dont au moins une femme, et le classement Elo moyen des joueurs alignés ne doit pas être inférieur à 2400, ni supérieur à 2550,. 
Lors de chaque rencontre, la première équipe qui atteint 8.5 points (1 victoire individuelle équivaut à 1 point, une partie nulle à un demi point, et une défaite ne fait gagner aucun point) est déclarée gagnante. À la fin de chacune des trois premières semaines, les deux meilleures équipes sont qualifiées pour les playoffs, tandis que les deux dernières sont éliminées. Lors des quatrième et cinquième semaines, les trois premières et dernières équipes sont respectivement qualifiées et éliminées.
Les parties individuelles sont jouées suivant un contrôle de temps de 15 minutes pour chaque joueur, avec un incrément de 2 secondes par coup joué.

## Équipes

### 2017
La première édition voit s'affronter 48 équipes, composées de grands maîtres, maîtres internationaux et maîtres FIDE. Elles sont réparties dans quatre groupes de douze équipes : Atlantique, Pacifique, Centre et Ouest.

### 2021 et 2022
La compétition n'a pas lieu en 2021 et 2022.
En prélude au retour à la compétition en 2022, une Pro Chess League: Arena Royale est organisée en septembre 2021. La finale de la  2021 PRO Chess League Arena Royale est remportée par les Russia Wizards qui battent les Saint Louis Arch Bishops.

### 2023
L'édition 2023 voit s'affronter 16 équipes, composées chacune de 10 joueurs, titrés ou non. On retrouve,, :
- les Berlin Bears, avec Anton Korobov
- l'équipe Blitz, avec Maxime Vachier-Lagrave, Aleksandr Grichtchouk et Étienne Bacrot
- les Brazil Capybaras, avec Krikor Mekhitarian
- les California Unicorns, de Dommaraju Gukesh et Sam Shankland
- les Charlotte Cobras, avec Daniel Naroditsky et Irina Krush
- les Canada ChessBrahs, trois fois vainqueurs du tournoi, comprenant le champion du monde Magnus Carlsen et Anish Giri
- les Croatia Bulldogs avec Bogdan-Daniel Deac
- les Garden State Passers, avec Samuel Sevian
- les Gotham Knights, avec Hikaru Nakamura et Lê Quang Liêm
- les Indian Yogis, avec les jeunes prodiges indiens Nihal Sarin et Rameshbabu Praggnanandhaa
- les Levitov Chess Wizards, avec Alexandra Kosteniouk et Shakhriyar Mamedyarov
- les Norway Gnomes, avec Pavel Eljanov
- les Shanghai Tigers, avec Wei Yi
- les Saint Louis Archbishops, avec Fabiano Caruana, Leinier Dominguez et Jeffery Xiong
- la Team MGD1, d'Erigaisi Arjun
- les Spanish Maniac Shrimps avec Eduardo Iturrizaga

## Vainqueurs
| Année | Équipe victorieuse                                                                      | Finaliste                                                                               |
| ----- | --------------------------------------------------------------------------------------- | --------------------------------------------------------------------------------------- |
| 2017  | Saint Louis Archbishops                                                                 | Norway Gnomes                                                                           |
| 2018  | Armenia Eagles                                                                          | Chengdu Pandas                                                                          |
| 2019  | Saint Louis Archbishops                                                                 | Baden-Baden Snowballs                                                                   |
| 2020  | Saint Louis Archbishops (vainqueurs après le fair play review)                          | Armenia Eagles (disqualifiés)                                                           |
| 2021  | Pas de compétition (une PRO Chess League: Arena Royale est organisée en septembre 2021) | Pas de compétition (une PRO Chess League: Arena Royale est organisée en septembre 2021) |
| 2022  | Pas de compétition (une PRO Chess League: Arena Royale est organisée en septembre 2021) | Pas de compétition (une PRO Chess League: Arena Royale est organisée en septembre 2021) |
| 2023  | Gotham Knights                                                                          | Shanghai Tigers                                                                         |